# Elizabeth Hurley
Elizabeth Jane Hurley, també coneguda com a Liz Hurley (Basingstoke, 10 de juny de 1965), és una actriu anglesa, també coneguda per les seves activitats com a model i dissenyadora de moda.

## Filmografia
| Any  | Títol                                       | Personatge                 |
| 1987 | Ària                                        | Marietta                   |
| 1988 | Remant al vent                              | Claire Clairmont           |
| 1989 | Act of Will (TV)                            | Christina                  |
| 1990 | Death Has a Bad Reputation (TV)             | Julia Latham               |
| 1990 | Kill Cruise                                 | Lou                        |
| 1990 | The Orchid House (TV)                       | Natalie                    |
| 1992 | The Long Winter                             | Emma Stapleton             |
| 1992 | El passatger 57                             | Sabrina Ritchie            |
| 1993 | Beyond Bedlam                               | Stephanie Lyell            |
| 1994 | Sharpe's Enemy (TV)                         | Lady Isabella Farthingdale |
| 1995 | The Shamrock Conspiracy (TV)                | Cecilia Harrison           |
| 1995 | Shameless                                   | Antonia                    |
| 1995 | Mad Dogs and Englishmen                     | Antonia Dyer               |
| 1996 | Harrison: Cry of the City (TV)              | Cecilia Harrison           |
| 1996 | Sansón i Dalila (TV)                        | Delilah                    |
| 1997 | Dangerous Ground                            | Karen                      |
| 1997 | Austin Powers: International Man of Mystery | Vanessa Kensington         |
| 1998 | Permanent Midnight                          | Sandra Stahl               |
| 1999 | El meu Marcià Favorit                       | Brace Channing             |
| 1999 | EDtv                                        | Jill                       |
| 1999 | Austin Powers: L'espia que em va empaitar   | Vanessa Kensington         |
| 2000 | El pes de l'aigua (The Weight of Water)     | Adaline Gunne              |
| 2000 | Al diable amb el diable                     | El Diable                  |
| 2001 | Doble contratemps (Double Whammy)           | Dr. Ann Beamer             |
| 2002 | Bad Boy                                     | Anna Lockheart             |
| 2002 | Serving Sara                                | Sara Moore                 |
| 2004 | Method                                      | Rebecca Fairbanks          |
| 2011 | Gossip Girl                                 | Diana Payne                |
| 2015 | The Royals                                  | Queen Helena               |